# Зошит смерті (фільм, 2017)
«Зошит смерті» (англ. Death Note) — американський фільм-трилер, знятий Адамом Вінгардом за однойменною манґою Цугумі Оби і Такесі Обати. Прем'єра стрічки в США відбудеться у 2017 році. Фільм розповідає про студента, який знаходить зошит, що може вбити будь-кого, чиє ім'я в нього буде вписано.

## У ролях
- Нет Вульфф — Лайт Тернер
- Лейкіт Стенфілд — Ел
- Маргарет Кволлі — Міа Саттон
- Ши Вігхем — Джеймс Тернер
- Віллем Дефо — Рюк
- Пол Накаучі — Ватарі
- Масі Ока — детектив Сасакі
- Вільям Брюс Девіс — радіоведучий

## Виробництво
27 квітня 2015 року видання The Hollywood Reporter повідомило, що Адам Вінгард зайняв місце режисера в проєкті.
Фільм «Зошит смерті» — перша американська адаптація цієї історії.
Продюсер Масі Ока зробив камео в фільмі як японський детектив-поліцейський.
Шейн Блек і Гас Ван Сент були запрошені режисувати фільм, але пізніше вони покинули проєкт.

### Неточності
Лайт розповідає Міа, що «Кіра» означає «світло» російською та кельтською мовами. Не існує такої мови, як «кельтська», а є кельтська сім'я мов, яка включає в себе ірландську, валлійську та бретонську мови.

## Сприйняття
Оцінка на сайті IMDb — 4,5/10.